# Asante Kotoko SC
Die Kumasi Asante Kotoko Sporting Club Limited, ehemals Kumasi Asante Kotoko Football Club, kurz Asante Kotoko SC oder Asante Kotoko, ist ein Fußballverein aus der ghanaischen Stadt Kumasi. Er wurde am 31. August 1935 gegründet und ist mit 26 ghanaischen Meistertiteln der erfolgreichste Verein des Landes vor seinem Erzrivalen Hearts of Oak SC. In den Jahren 1970 und 1983 gewann der Verein jeweils die CAF Champions League, außerdem unterlag die Mannschaft zwischen 1967 und 1993 insgesamt fünfmal im Finale des wichtigsten afrikanischen Vereinswettbewerbs. Im Januar 2010 wurde Asante Kotoko von der IFFHS zum „erfolgreichsten afrikanischen Verein des 20. Jahrhunderts“ erklärt.

## Geschichte
Der Name bezieht sich auf das Volk der Aschanti (in Twi Asante), deren Hauptstadt Kumasi ist und das Nationaltier der Aschanti, dem Stachelschwein (in Twi Kotoko). Deshalb musste bei der Umbenennung des Klubs in seinen jetzigen Namen das Oberhaupt der Aschanti, der Asantehene, um Erlaubnis gefragt werden. Zudem ist der aktuelle Asantehene stets auch Ehrenpräsident des Klubs.
Das Motto des Vereins ist Kuma Apem A, Apem Beba und heißt so viel wie Wenn du tausend tötest, kommen tausend Neue und soll die Unbezwingbarkeit des Klubs darstellen.
Anlässlich des 34-jährigen Vereinsbestehens nahm Kotoko im Sommer 1969 an einer zehntägigen Tour durch das Vereinigte Königreich teil. Dies war das erste Mal, dass eine ghanaische Fußballauswahl eine Trainingsreise im Ausland – und erstmals nicht am afrikanischen Kontinent – absolvierte. Kotoko verlor alle drei Spiele gegen Crystal Palace (1:3), Birmingham City (0:3) und Oxford United (0:2).

## Erfolge
- Ghanaischer Meister: (26×) 1959, 1964, 1965, 1967, 1968, 1969, 1972, 1975, 1980, 1981, 1982, 1983, 1986, 1987, 1989, 1991, 1992, 1993, 2003, 2005, 2008, 2012, 2013, 2014, 2019, 2022
- Ghanaischer Pokalsieger: (9×) 1958, 1959, 1960, 1978, 1984, 1998, 2001, 2014, 2017
- CAF-Champions-League-Sieger: (2×) 1970, 1983

## Bekannte Spieler
- Harrison Afful
- Issah Ahmed
- George Arthur
- Isaac Boakye
- Robert Boateng
- Kweku Essien
- Samuel Inkoom
- Samuel Kuffour
- Nii Lamptey
- Habib Mohamed
- Alex Nyarko
- George Owu
- Prince Polley
- Illiasu Shilla
- Ibrahim Sunday
- Isaac Vorsah
- Baba Yara
- Abdul Rahman Baba

## Trainer
- Carlos Alberto Parreira (1968)
- Ernst Middendorp (1999–2002)
- Ralf Zumdick (2003)
- Hans-Dieter Schmidt (2004–2005)